# Zohar Komargodski
Zohar Komargodski (* 1983) ist ein israelischer theoretischer Physiker, der sich mit Quantenfeldtheorie, Eichfeldtheorien, Supersymmetrie und verwandten Theorien befasst.
Komargodski wurde 2008 am Weizmann-Institut promoviert und war dann als Post-Doktorand am Institute for Advanced Study in Princeton. Außerdem war er zu Forschungsaufenthalten am CERN. Er ist Gruppenleiter am Weizmann-Institut.
2011 bewies er mit seinem Lehrer Adam Schwimmer vom Weizmann-Institut eine lange offene Vermutung der Quantenfeldtheorie das a-Theorem, vermutet 1988 von John Cardy. Die Vermutung von Cardy war eine Verallgemeinerung des c-Theorems von Alexander Zamolodchikov (1986) für zweidimensionale Quantenfeldtheorien auf höhere Dimensionen. Das c-Theorem stellt die Existenz einer monoton mit dem Fluss der Renormierungsgruppe (RG) abnehmenden Funktion sicher (einer Funktion der Kopplungskonstanten und Energieskala), die an den Fixpunkten der RG konstante, von der Energieskala unabhängige Werte einnimmt. Damit sind Zyklen im Fluss der RG in zwei Dimensionen ausgeschlossen, der Fluss ist irreversibel. Der Satz macht auch Aussagen über die Anzahl der Freiheitsgrade der Quantenfeldtheorie abhängig von der Energieskala. Cardy schlug 1988 die Existenz einer analogen Funktion (a-Funktion, als Integral des Erwartungswerts der Spur des Energie-Impuls-Tensors über die vierdimensionale Sphäre) in vier Dimensionen vor. Komargodski und Schwimmer bewiesen die Existenz einer solchen Funktion für vier Dimensionen. Nachdem 2008 über ein Gegenbeispiel berichtet wurde, dass sich später als fehlerhaft herausstellte, wurde der Beweis von Komargodski und Schwimmer besonders kritisch geprüft, gewann aber bis 2012 an Akzeptanz. Die Anwendung des Theorems ermöglicht Verbindungen von Vorhersagen einer Quantenfeldtheorie bei niedrigen (beobachtbaren) Energien zu hohen Energien zu schlagen im für die Physik relevanten vierdimensionalen Fall.
2012 erhielt er den New Horizons in Physics Prize, 2013 die Gribov Medal. Für 2018 wurde ihm der Sackler-Preis in Physik zugesprochen.